# Chucks Nwoko
Afraik Kaejtan „Chucks” Nwoko (ur. 21 listopada 1978 w Lagos) – maltański piłkarz pochodzenia nigeryjskiego grający na pozycji pomocnika.
Jego syn Kyrian również jest piłkarzem.

## Kariera klubowa
Karierę piłkarską Nwoko rozpoczął w klubie Julius Berger FC z Lagos. W 1995 roku zadebiutował w jego barwach w pierwszej lidze nigeryjskiej. Po roku gry w tym klubie wyjechał do Europy i został piłkarzem maltańskiego klubu Birkirkara FC. Tam stał się podstawowym zawodnikiem zespołu. W 1997 roku osiągnął swój pierwszy sukces, gdy wywalczył wicemistrzostwo Malty. Wicemistrzem kraju z Birkirkarą zostawał jeszcze pięciokrotnie w latach 1998, 1999, 2003, 2004 i 2005. W 2000 i 2006 roku wywalczył mistrzostwo kraju, a trzykrotnie zdobył z Birkirkarą Puchar Malty w latach 2002, 2003 i 2005. Wiosną 2001 był wypożyczony z Birkirkary do CSKA Sofia.
Na początku 2006 roku Nwoko zmienił klub i odszedł do innego pierwszoligowca, Marsaxlokk FC. Grał w nim przez pół roku, a latem 2006 trafił do Sliemy Wanderers. W 2008 roku odszedł ze Sliemy do Qormi FC, a w 2009 roku stał się wolnym zawodnikiem.
| Sezon   | Klub             | Kraj     | Rozgrywki      | Mecze | Bramki |
| ------- | ---------------- | -------- | -------------- | ----- | ------ |
| 1995    | Julius Berger FC | Nigeria  | Premier League | ?     | ?      |
| 1995/96 | Birkirkara FC    | Malta    | Premier League | 17    | 6      |
| 1996/97 | Birkirkara FC    | Malta    | Premier League | 25    | 6      |
| 1997/98 | Birkirkara FC    | Malta    | Premier League | 24    | 5      |
| 1998/99 | Birkirkara FC    | Malta    | Premier League | 23    | 10     |
| 1999/00 | Birkirkara FC    | Malta    | Premier League | 23    | 7      |
| 2000/01 | Birkirkara FC    | Malta    | Premier League | 10    | 0      |
| 2000/01 | CSKA Sofia       | Bułgaria | A PFG          | 4     | 0      |
| 2001/02 | Birkirkara FC    | Malta    | Premier League | 26    | 7      |
| 2002/03 | Birkirkara FC    | Malta    | Premier League | 25    | 6      |
| 2003/04 | Birkirkara FC    | Malta    | Premier League | 25    | 6      |
| 2004/05 | Birkirkara FC    | Malta    | Premier League | 25    | 6      |
| 2005/06 | Birkirkara FC    | Malta    | Premier League | 6     | 0      |
| 2005/06 | Marsaxlokk FC    | Malta    | Premier League | 13    | 0      |
| 2006/07 | Sliema Wanderers | Malta    | Premier League | 22    | 5      |
| 2007/08 | Sliema Wanderers | Malta    | Premier League | 1     | 0      |
| 2008/09 | Qormi FC         | Malta    | Premier League | 12    | 0      |

## Kariera reprezentacyjna
Nwoko ożenił się z obywatelką Malty, przyjął tamtejsze obywatelstwo i zdecydował się grać w reprezentacji Malty. Zadebiutował w niej 6 lutego 1998 roku w zremisowanym 1:1 meczu Rothmans Cup z Albanią stając się pierwszym czarnoskórym zawodnikiem grającym w tej drużynie. 12 lutego 2003 w sparingu z Kazachstanem (2:2) zdobył swoją pierwszą bramkę w kadrze narodowej. Od 1998 do 2003 roku rozegrał w niej 46 spotkań i strzelił 1 gola.